# Sybille Schmitz

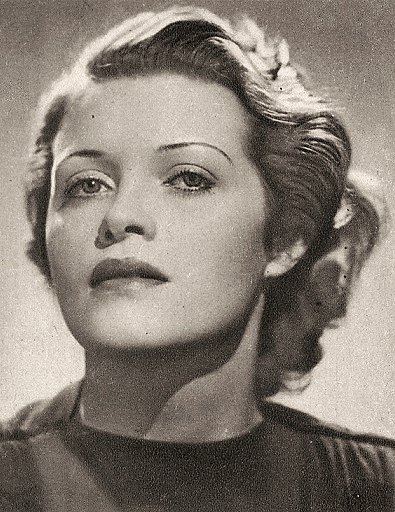
Sybille Schmitz.

Sybille Schmitz, född 2 december 1909 i Düren, Kejsardömet Tyskland, död 13 april 1955 i München, Västtyskland, var en tysk skådespelare. Hon debuterade vid Deutsches Theater, Berlin under Max Reinhardts ledning 1927. Den kändaste filmen hon medverkade i var 1932 års Vampyr.
Hennes liv inspirerade till filmen Veronika Voss längtan 1982.

## Filmografi, urval
- 1929 – En förlorads dagbok
- 1932 – Vampyr
- 1936 – Den okända
- 1936 – Fährmann Maria
- 1939 – Kvinnan utan rykte
- 1939 – Hotel Sacher
- 1941 – Clarissa
- 1943 – Titanic
- 1947 – Möte på hotell
- 1952 – Illusion in Moll